# Мадагаскар на летних Олимпийских играх 2016
Мадагаскар на летних Олимпийских играх 2016 года был представлен шестью спортсменами в четырёх видах спорта.

## Состав сборной
Дзюдо
1. Асараманитра Ратиарисон

 Лёгкая атлетика
1. Али Каме
2. Элиан Сахолинирина

 Плавание
1. Антони Ситрака Ралефи
2. Эстелла Филс Рабетсара

 Тяжёлая атлетика
1. Вания Равололониайна

## Результаты соревнований

### Водные виды спорта

#### Плавание
В следующий раунд на каждой дистанции проходят спортсмены, показавшие лучший результат, независимо от места, занятого в своём заплыве.
Мужчины
| Дистанция              | Спортсмены            | Предварительный раунд | Предварительный раунд | Предварительный раунд | Полуфинал            | Полуфинал            | Полуфинал            | Финал                | Финал                |
| Дистанция              | Спортсмены            | Заплыв                | Результат             | Место                 | Заплыв               | Результат            | Место                | Результат            | Место                |
| ---------------------- | --------------------- | --------------------- | --------------------- | --------------------- | -------------------- | -------------------- | -------------------- | -------------------- | -------------------- |
| 100 метров баттерфляем | Антони Ситрака Ралефи | 2                     | 54,72                 | 37                    | завершил выступление | завершил выступление | завершил выступление | завершил выступление | завершил выступление |

Женщины
| Дистанция                 | Спортсмены             | Предварительный раунд | Предварительный раунд | Предварительный раунд | Полуфинал             | Полуфинал             | Полуфинал             | Финал                 | Финал                 |
| Дистанция                 | Спортсмены             | Заплыв                | Результат             | Место                 | Заплыв                | Результат             | Место                 | Результат             | Место                 |
| ------------------------- | ---------------------- | --------------------- | --------------------- | --------------------- | --------------------- | --------------------- | --------------------- | --------------------- | --------------------- |
| 100 метров вольным стилем | Эстелла Филс Рабетсара | 1                     | 1:01,11               | 44                    | завершила выступление | завершила выступление | завершила выступление | завершила выступление | завершила выступление |

### Дзюдо
Соревнования по дзюдо проводились по системе с выбыванием. В утешительные раунды попадали спортсмены, проигравшие полуфиналистам турнира. Два спортсмена, одержавших победу в утешительном раунде, в поединке за бронзу сражались с дзюдоистами, проигравшими в полуфинале.
Женщины
| Категория | Спортсмены              | 1/16 финала                | 1/8 финала            | Четвертьфинал         | Полуфинал             | Финал                 | Место |
| Категория | Спортсмены              | Соперник Результат         | Соперник Результат    | Соперник Результат    | Соперник Результат    | Соперник Результат    | Место |
| --------- | ----------------------- | -------------------------- | --------------------- | --------------------- | --------------------- | --------------------- | ----- |
| до 48 кг  | Асараманитра Ратиарисон | CUBД. Местре П 000s3:000s1 | завершила выступление | завершила выступление | завершила выступление | завершила выступление | 17    |

### Лёгкая атлетика
Мужчины
Беговые дисциплины
| Дисциплина | Спортсмен | Предварительный раунд | Предварительный раунд | Полуфиналы           | Полуфиналы           | Финал                | Финал                |
| Дисциплина | Спортсмен | Результат             | Место                 | Результат            | Место                | Результат            | Место                |
| ---------- | --------- | --------------------- | --------------------- | -------------------- | -------------------- | -------------------- | -------------------- |
| 110 м с/б  | Али Каме  | 14,89 SB              | 7                     | Завершил выступление | Завершил выступление | Завершил выступление | Завершил выступление |

Женщины
Беговые дисциплины
| Дисциплина                         | Спортсмен          | Предварительный раунд | Предварительный раунд | Полуфиналы    | Полуфиналы    | Финал                 | Финал                 |
| Дисциплина                         | Спортсмен          | Результат             | Место                 | Результат     | Место         | Результат             | Место                 |
| ---------------------------------- | ------------------ | --------------------- | --------------------- | ------------- | ------------- | --------------------- | --------------------- |
| бег на 3000 метров с препятствиями | Элиан Сахолинирина | 9:45,92               | 11                    | Не проводится | Не проводится | Завершила выступление | Завершила выступление |

### Тяжёлая атлетика
Каждый НОК самостоятельно выбирает категорию в которой выступит её тяжелоатлет. В рамках соревнований проводятся два упражнения — рывок и толчок. В каждом из упражнений спортсмену даётся 3 попытки. Победитель определяется по сумме двух упражнений. При равенстве результатов победа присуждается спортсмену, с меньшим собственным весом.
Женщины
| Категория | Спортсмены           | Вес   | Рывок | Рывок | Рывок | Толчок | Толчок | Толчок | Всего | Место |
| Категория | Спортсмены           | Вес   | 1     | 2     | 3     | 1      | 2      | 3      | Всего | Место |
| --------- | -------------------- | ----- | ----- | ----- | ----- | ------ | ------ | ------ | ----- | ----- |
| до 63 кг  | Вания Равололониайна | 61,91 | 75    | 80    | 85    | 95     | 100    | 100    | 185   | 12    |